# ティラー・ラッセル
ティラー・ラッセル （Tiller Russell ）は、アメリカ合衆国の映画監督、映画プロデューサー、脚本家。テレビ監督、テレビプロデューサーも務めている。

## 主な監督作品

### 映画
- Cockfight （2001年。ドキュメンタリー。）
- Bad Boys of Summer （2007年。ドキュメンタリー。）
- 『トゥルー・リベンジ』 - The Last Rites of Ransom Pride （2010年。監督・脚本を兼務。）
- The Seven Five （2014年。ドキュメンタリー。）
- 『オデッサ作戦』 - Operation Odessa （2018年。ドキュメンタリー。）
- 『シルクロード.com -史上最大の闇サイト-』 - Silk Road （2021年。監督・脚本を兼務。）

### テレビ
- CMT Most Shocking （2004年。ドキュメンタリー。）
- CMT Small Town Secrets （2005年。ドキュメンタリー。）
- Outlaw Empires （2012年。ドキュメンタリー。）
- The Last Narc （2020年。ドキュメンタリー。）
- 『ナイト・ストーカー: シリアルキラー捜査録』 - Night Stalker: The Hunt for a Serial Killer （2021年。ドキュメンタリー。）

## その他の主な作品

### 映画
- Scrapple （1998年。出演。）

### テレビ
- 『シカゴ・ファイア』 - Chicago Fire （2014年-2016年。シーズン3及び4で脚本を担当。）
- 『シカゴ P.D.』 - Chicago P.D. （2016年-2017年。脚本を担当。）